# Rubroboletus rubrosanguineus
Bolet rouge sang
Espèce
Statut de conservation UICN

 LC  : Préoccupation mineure
Rubroboletus rubrosanguineus, le Bolet rouge sang, auparavant Boletus rubrosanguineus, est une espèce toxique de champignons (Fungi) basidiomycètes du genre Rubroboletus dans la famille des Boletaceae. Il est caractérisé par son chapeau rougeâtre grisâtre et son habitat montagnard sous épicéas.

## Taxonomie
Le nom correct complet (avec auteur) de ce taxon est Rubroboletus rubrosanguineus (Cheype) Kuan Zhao & Zhu L.Yang.
L'espèce a été initialement classée dans le genre Boletus sous le basionyme Boletus rubrosanguineus Cheype.

### Synonymes
Rubroboletus rubrosanguineus a pour synonymes :
- Boletus rubrosanguineus (Cheype) Kuan Zhao & Zhu L.Yang
- Boletus rubrosanguineus Cheype
- Suillellus rubrosanguineus (Cheype) Blanco-Dios

### Phylogénie

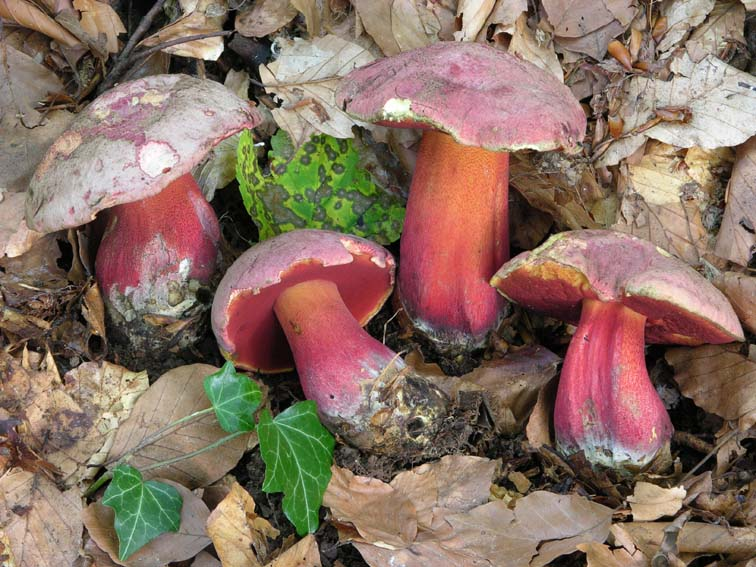
Collection de sporophores de R. rubrosanguineus en Allemagne.

Ce bolet a été décrit pour la première fois dans l'ancienne Tchécoslovaquie comme une sous-espèce de Boletus splendidus (aujourd'hui Rubroboletus legaliae), puis promu au statut d'espèce (sous le nom de Boletus rubrosanguineus) par Jean-Louis Cheype en 1983. Il a été transféré au nouveau genre Rubroboletus en 2014 avec plusieurs espèces proches de bolets rougeâtres et bleuissants. L'analyse moléculaire de huit des espèces membres a révélé qu'elle était la plus étroitement liée à Rubroboletus sinicus, une espèce Chinoise, et formait un clade plus grand avec Rubroboletus satanas et Rubroboletus pulchrotinctus.

### Étymologie
Son épithète spécifique vient des mots latins ruber « rouge » et sanguineus « sanglant » en réfèrence à sa teinte générale.

### Noms vulgaires et vernaculaires
Ce taxon porte en français le nom vernaculaire ou normalisé suivant : Bolet rouge sang.

## Description du sporophore
Les bolets sont des champignons dont l’hyménophore, constitué de tubes et terminés par des pores, se sépare facilement de la chair du chapeau. Ce chapeau d'abord rond, recouvert d'une cuticule, devient convexe à mesure qu’il vieillit. Ils ont un pied (stipe) central assez épais et une chair compacte. Les caractéristiques morphologiques de R. rubrosanguineus sont les suivantes :
Son chapeau mesure jusqu'à 15 cm, il est d'une texture tomenteuse et d'une couleur gris café au lait ou gris à gris ochracé sur fond rouge sang visible à la détersion, enfin entièrement rouge sang ou brun rouge, typiquement rouge pâle. Le chapeau est généralement non bleuissant au toucher,.
L'hyménophore présente des pores fins, d'abord de couleur jaunâtre, puis rapidement rouge sang à rouge sombre, bleuissants à la pression. Les tubes sont concolores.
Son stipe mesure jusqu'à 10 x 5 cm. Il est trapu, de couleur rouge, orné d'un réseau rouge sang dense à peine visible qui disparait vers le bas, brunissant à noirâtre en bas avec l'âge,.
La chair est épaisse, ferme, jaune pâle à jaune souffre, rouge betterave  à rouge vin en bas, bleuissant légèrement à modérément à la coupe. Après quelques heures elle devient gris-jaune. Sa saveur est douce et son odeur est faible,.

### Caractéristiques microscopiques
Ses spores mesurent 12 à 18 µm x 4,5 à 6,5 µm.

## Galerie

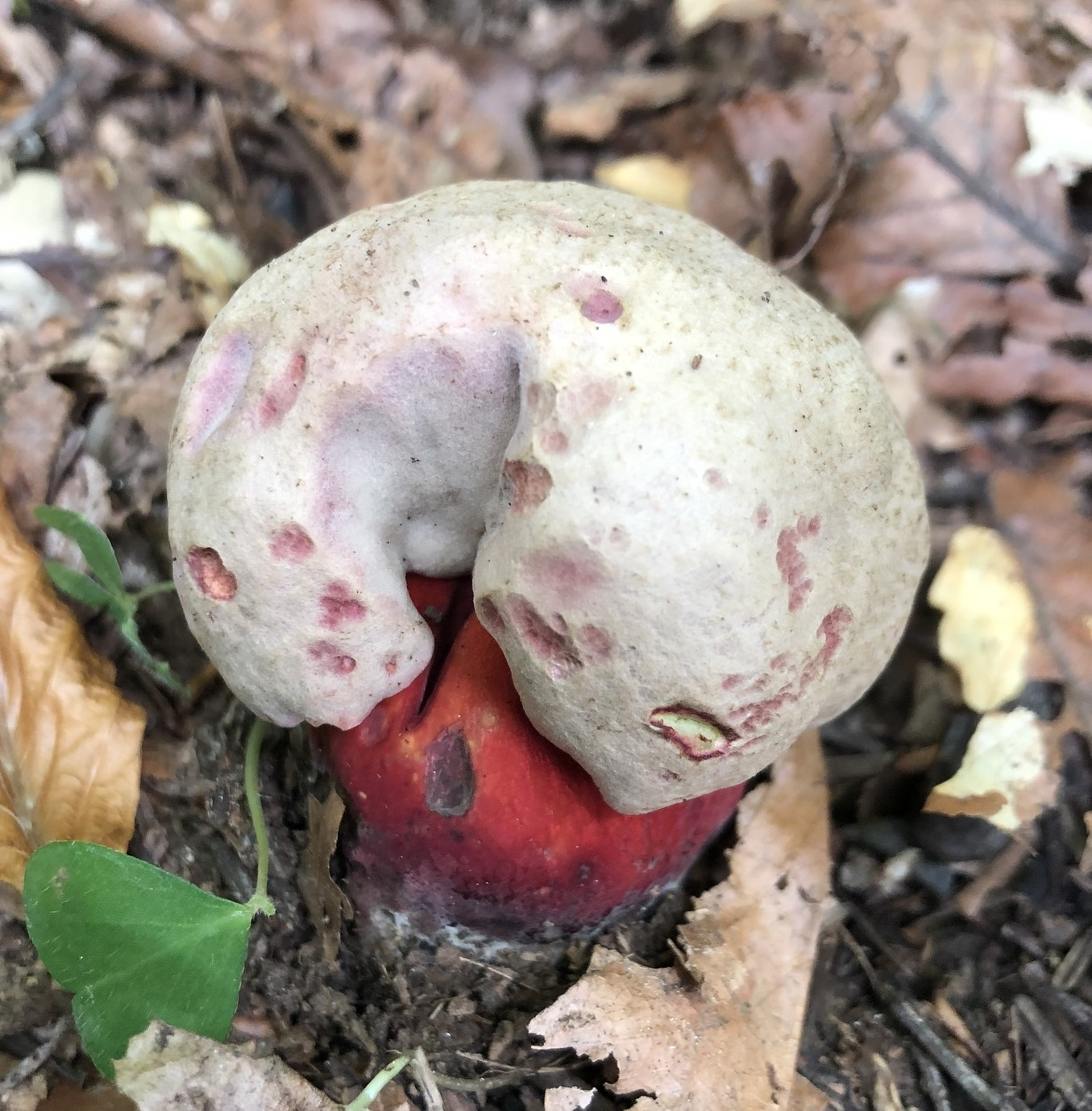
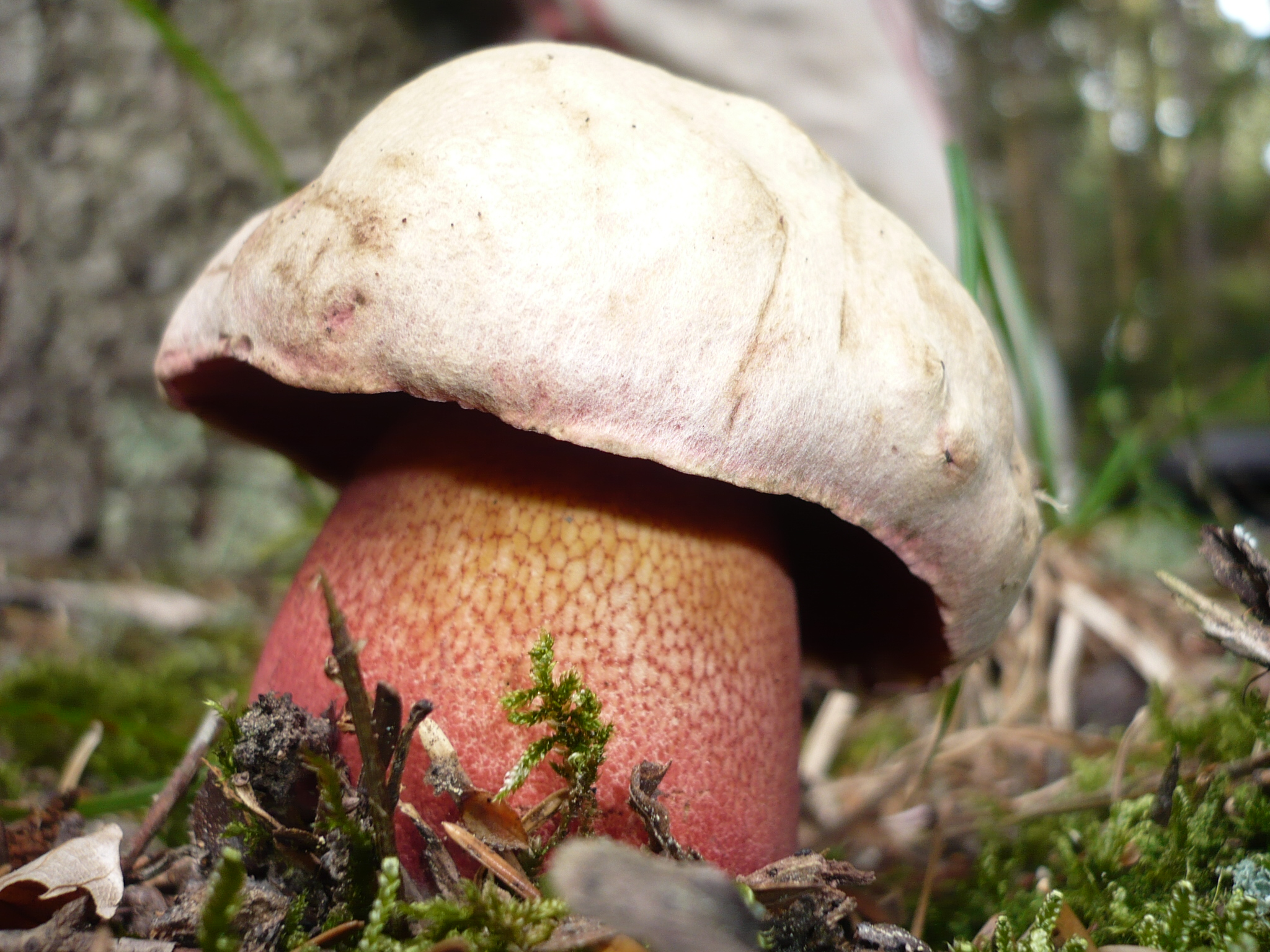
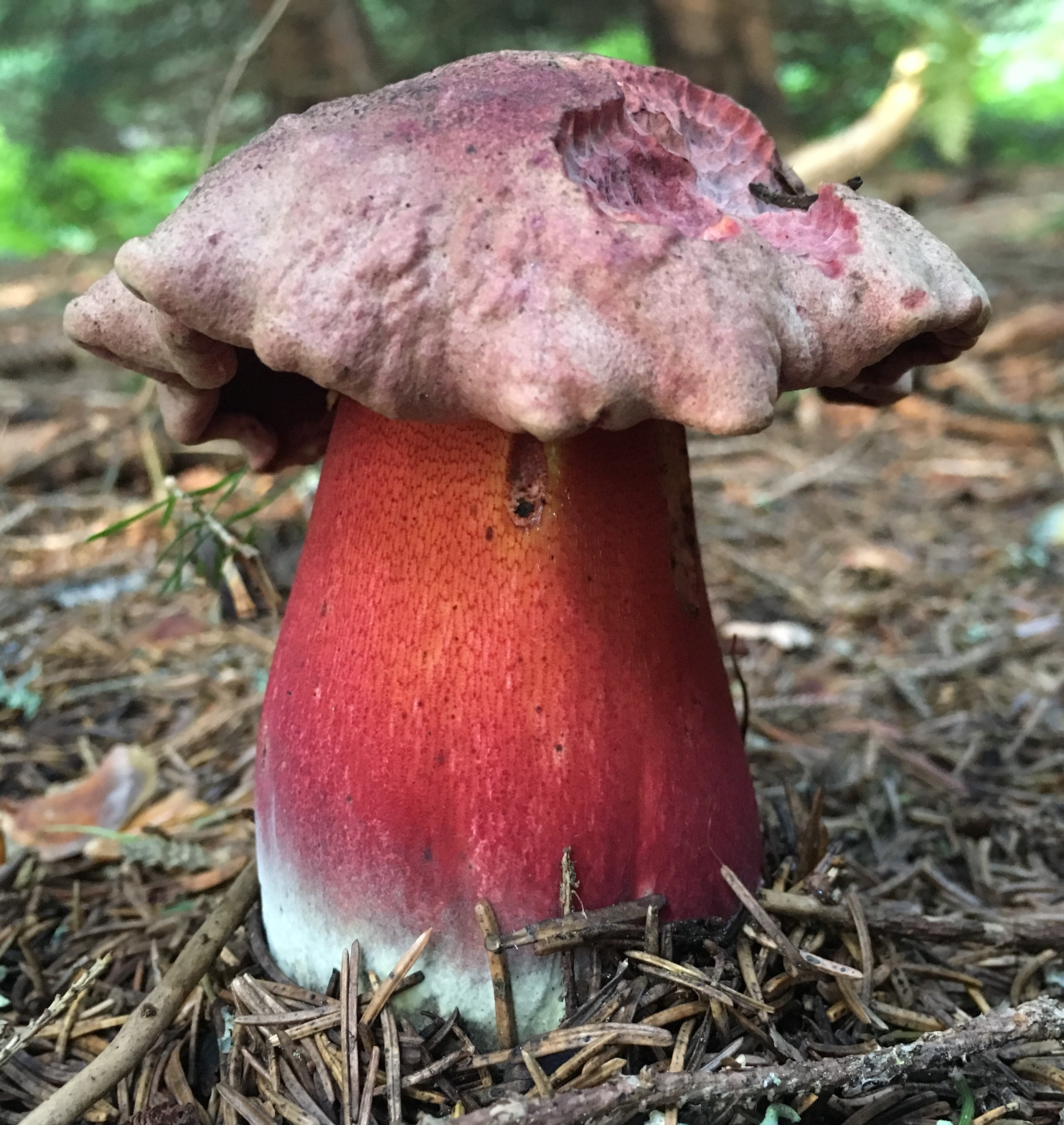
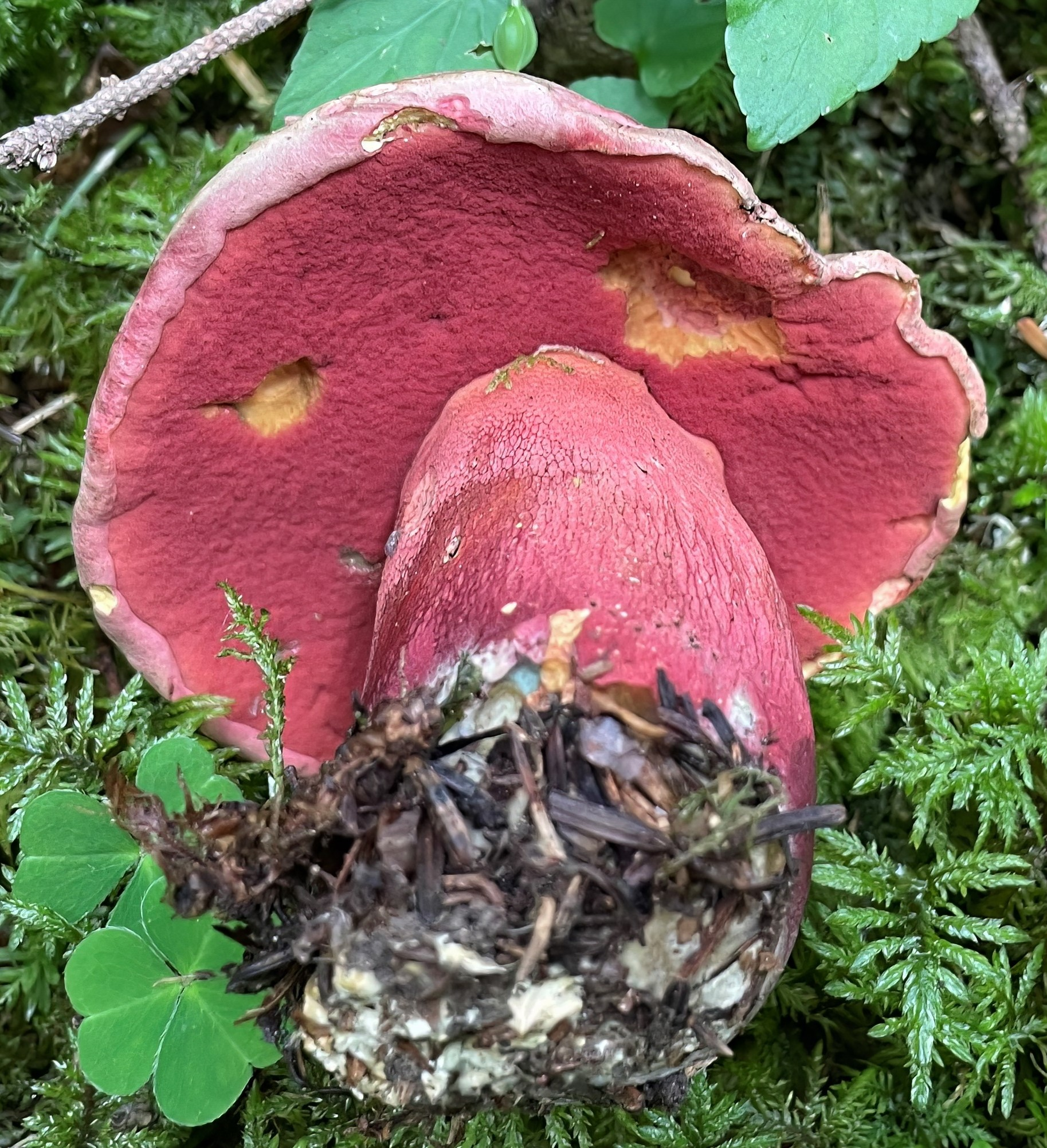
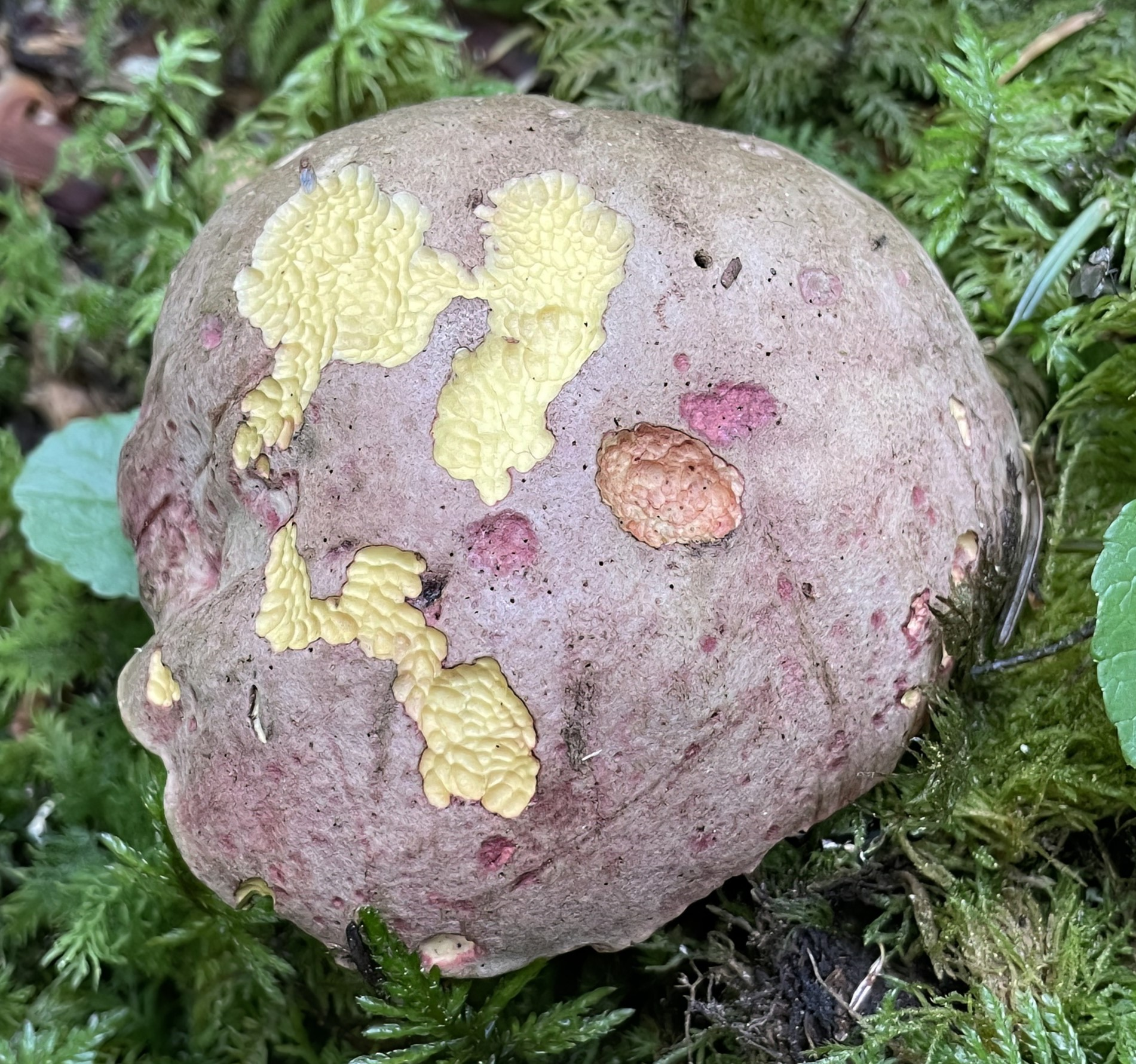
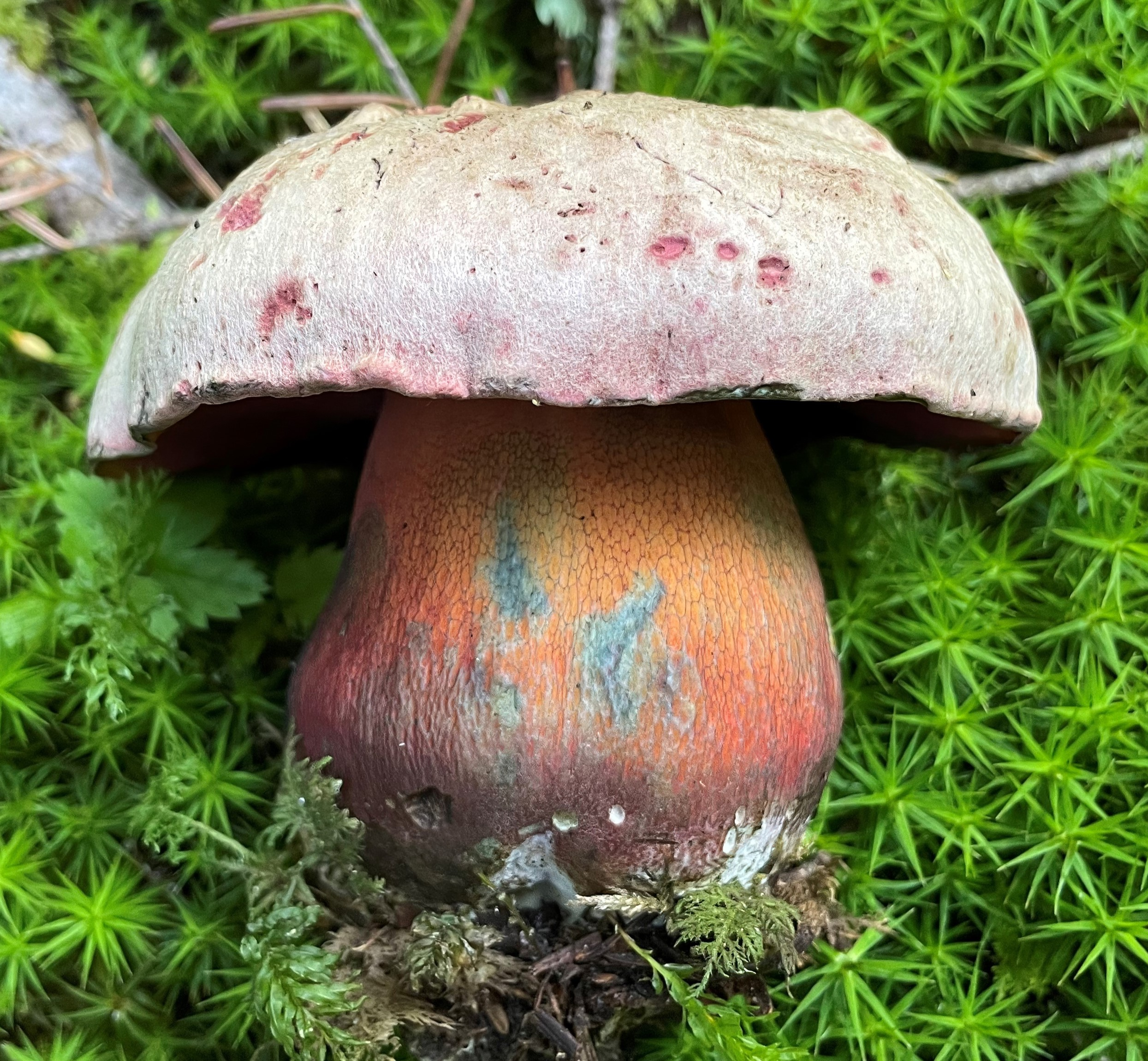
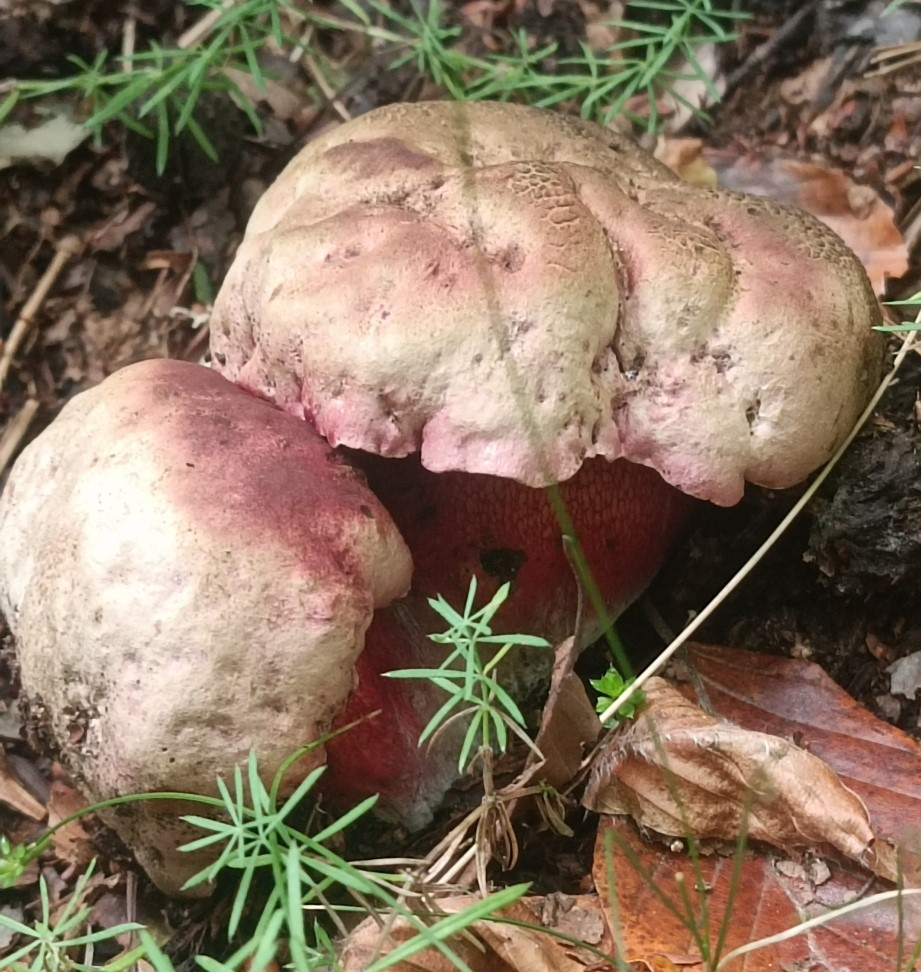
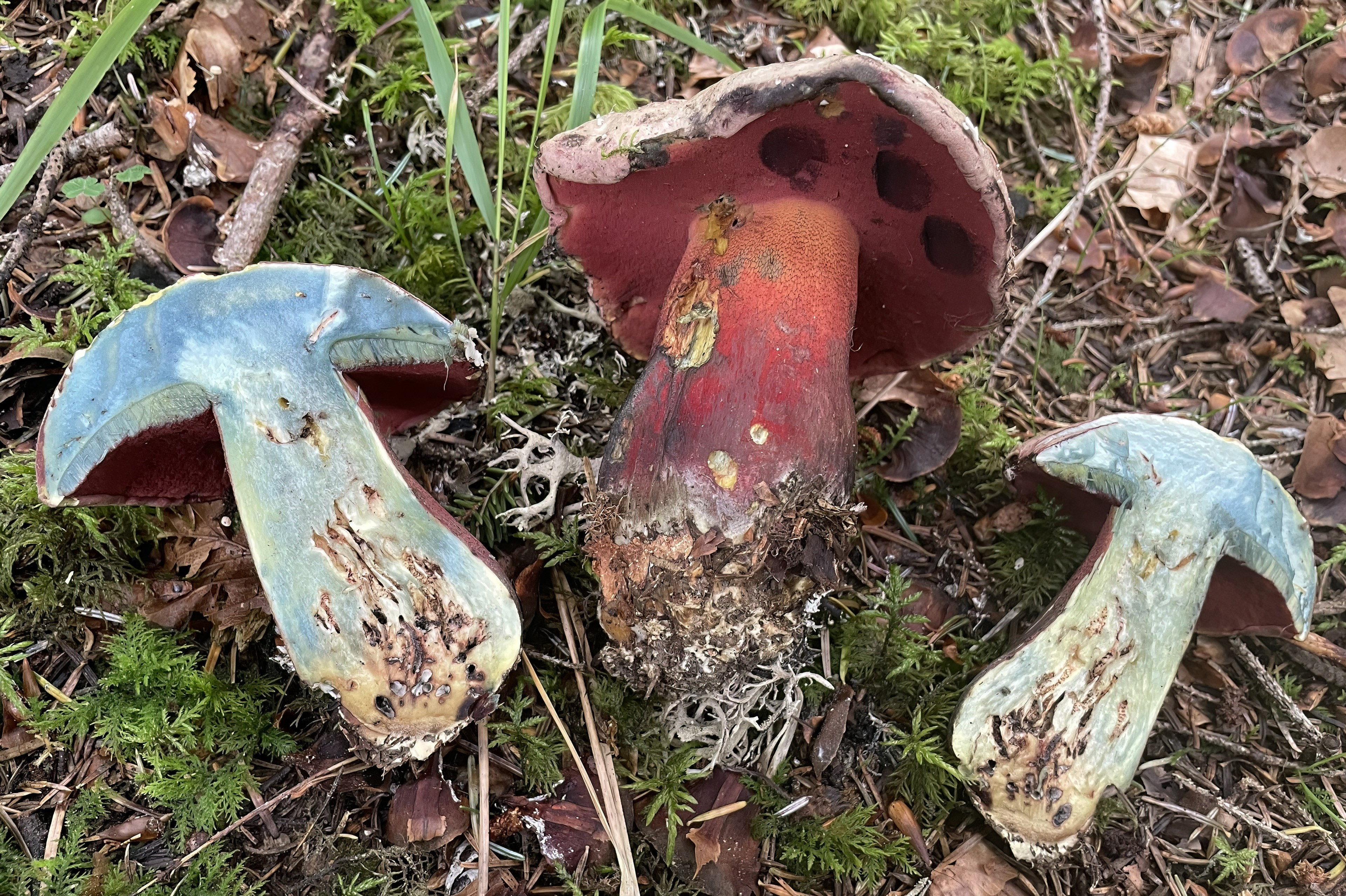
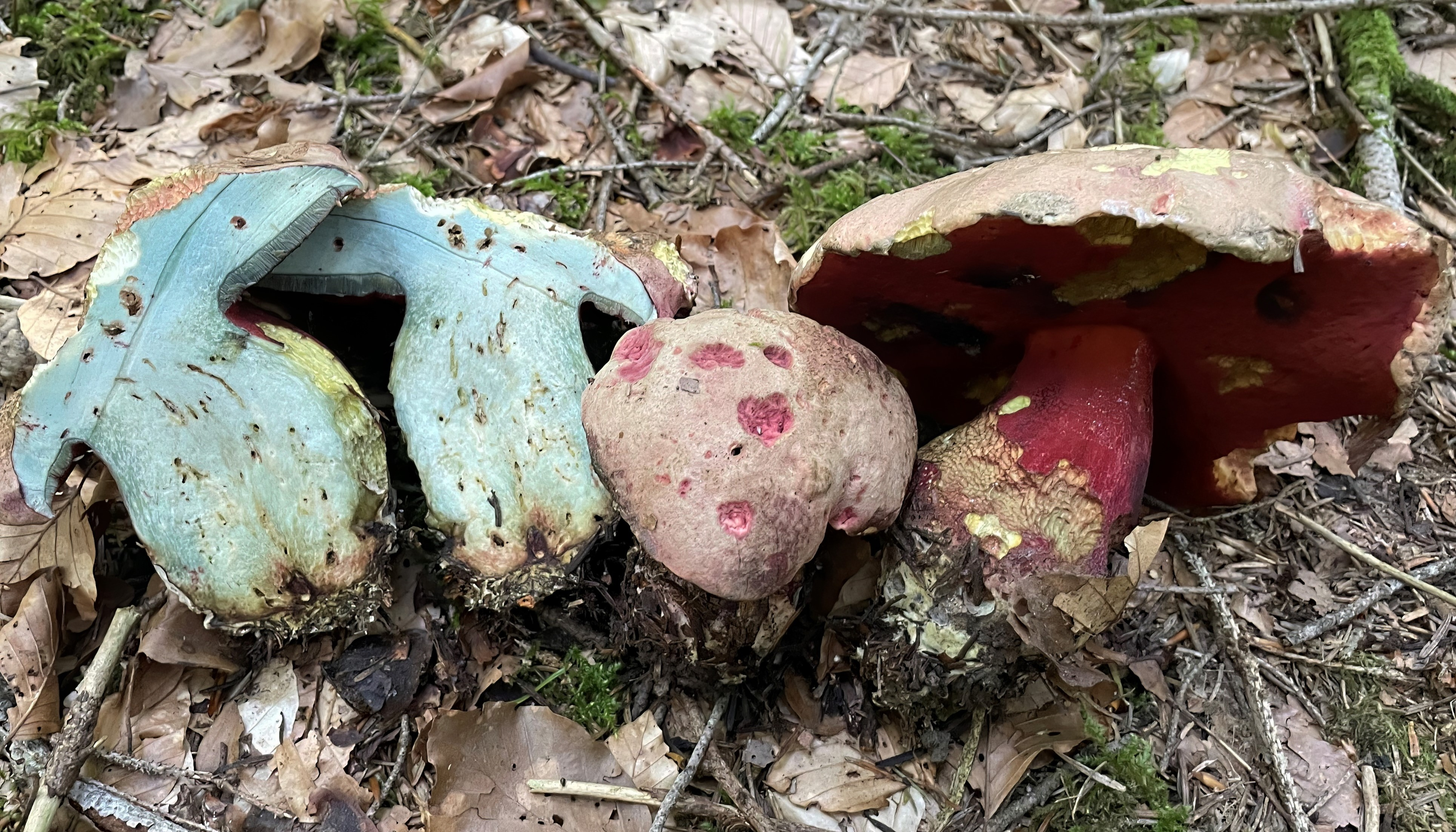
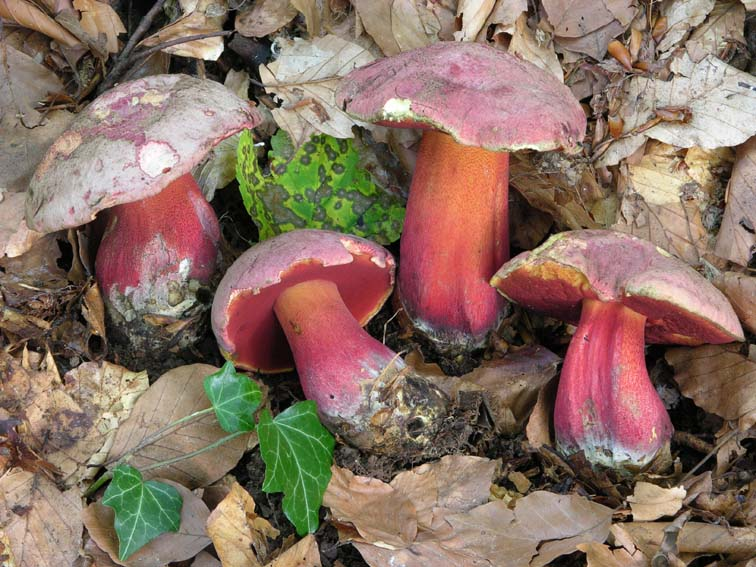
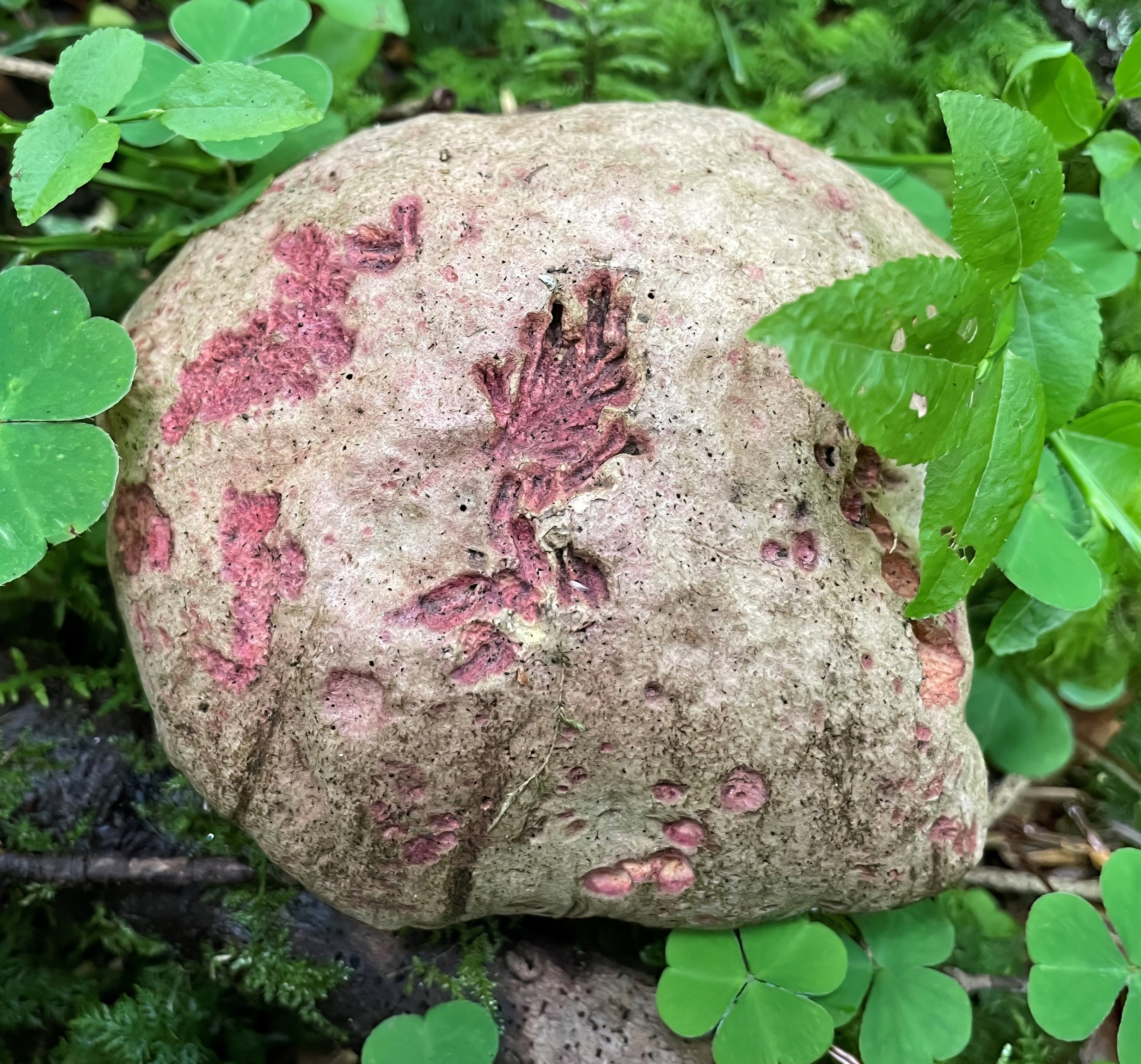

## Habitat et distribution
C'est un champignon ectomycorhizien, montagnard et calcicole, poussant en été et en automne dans les forêts mixtes et de conifère surtout sous épicéas (Picea), plus rarement dans les forêts de feuillus avec des hêtres,.

## Statut de conservation

### Régional
- Midi-Pyrénées : classement de cette espèce en catégorie NT (Quasi menacée) au niveau régional[8].
- Alsace : classement de cette espèce en catégorie EN (En danger) au niveau régional[9].

### En Tchéquie
Le Bolet rouge sang est classé comme « en danger critique d'extinction » dans la liste rouge des champignons de la République tchèque.

## Comestibilité
Les avis divergent sur la comestibilité du Bolet rouge sang, sa consommation à l'état cru provoque des troubles gastro-intestinaux avec vomissements, et des cas connus de troubles gastro-intestinaux graves existent, ce qui fait qu'il est considérée comme toxique , Les études sur sa comestibilité manquent actuellement (2020). Par exemple, Bruno Cetto le décrit comme probablement toxique, et Pilzforum mentionne que cette espèce est supposée non toxique si elle est suffisamment cuite, mais on connaît des cas de troubles gastro-intestinaux violents après ingestion, raison pour laquelle sa consommation doit être déconseillée pour des raisons de sécurité.

## Confusions possibles
- Le Bolet chicorée (Rubroboletus legaliae), aux teintes plus pâles, moins montagnard et à l'odeur de chicorée. Toxique.
- Le Bolet du Val demone (Rubroboletus demonensis), sosie très rare aux teintes tendant un peu plus sur le violet et poussant sous feuillus thermophiles. Toxique.
- Le Bolet rouge et jaune (Rubroboletus rhodoxanthus), sous feuillus, à réseau mieux défini et à la chair ne bleuissant qu'au niveau du chapeau à la coupe. Toxique.
- Le Bolet Satan (Rubroboletus satanas), sous feuillus, au chapeau blanc mastic sans teintes roses. Toxique.